# Faustão na Band
Faustão na Band foi um programa de auditório brasileiro produzido e exibido pela Rede Bandeirantes, tendo estreado em 17 de janeiro de 2022 e encerrado em 18 de agosto de 2023 com transmissão de segunda-feira a sexta-feira, em horário nobre. Contou com a apresentação de Faustão, acompanhado de Anne Lottermann e João Guilherme Silva, e teve em seu formato de quadros de competições de performances artísticas e musicais, e de apresentações e entrevistas com convidados.

## Formato e quadros
Faustão na Band é apresentado pelo próprio, acompanhado de Anne Lottermann e de seu filho João Guilherme Silva. Em seu primeiro ano o programa teve em seu formado quadros de competições de performances artísticas e musicais — Grana ou Fama, Mochila do Riso, Feira da Risada, Dança das Feras, Busão do Faustão (inicialmente chamado de Se Vira na Band), A Hora da Decisão e Na Pista do Sucesso —, e de apresentações e entrevistas com convidados — Pizzaria do Faustão e Churrascão do Faustão. Além destes, há o Arquivo Pessoal (inicialmente nomeado Esta é a Sua Vida), em que familiares e conhecidos de personalidades os homenageiam com depoimentos, o Desbravadores do Planeta, com os biólogos João Paulo Krajewski e Roberta Bonaldo mostrando explorações de paisagens e da vida selvagem pelo mundo, o Direto pro Doutor, em que médicos sanam dúvidas de famosos e anônimos sobre saúde, e o Cassetadas do Faustão, único exibido em toda a semana, em que o apresentador reage a vídeos de pessoas em situações embaraçosas.
Na reformulação do programa em 2023, estreou o quadro Estrelas da Voz, onde covers de artistas famosos disputam para garantir a aprovação dos jurados, compostos por famosos, o Sextão do Faustão, substituindo o Churrascão, onde cantores e bandas famosas se apresentam, um quadro sobre saúde animal e outro de homenagens a um grupo de pessoas. Com as mudanças, quadros como Pizzaria do Faustão, Cassetadas do Faustão e Direto pro Doutor deixaram a atração.

## Antecedentes e produção
Em 25 de janeiro de 2021, foi tornado público que Faustão encerraria após 32 anos sua carreira na TV Globo, onde apresentava desde 1989 o programa de auditório Domingão do Faustão, devido à recusa de uma proposta da direção da rede de criar uma nova atração para ele às quintas-feiras. Em maio, Faustão assinou um contrato de cinco anos de vigência com a Rede Bandeirantes para comandar um programa no horário nobre que poderia ser diário ou semanal. A emissora já o teve em seu quadro de funcionários de 1986 a 1988, quando apresentou o Perdidos na Noite, que o projetou nacionalmente. A negociação envolveu também a admissão de Cris Gomes, diretor do Domingão, para planejar sua nova atração. Em 17 de junho, a Globo comunicou a decisão da saída antecipada de Faustão, que a princípio permaneceria até o fim de seu contrato, em dezembro de 2021, encerrando o Domingão do Faustão, substituído por um de seus quadros, o Super Dança dos Famosos, que foi elevado a programa próprio e passou a ser apresentado por Tiago Leifert — este substituiu Faustão na última edição da extinta atração devido ao titular se ausentar para tratar problemas de saúde.
Em 27 de julho, a Band anunciou que a estreia de Faustão na emissora ocorreria em janeiro de 2022, após o encerramento do contrato mantido com a Globo, que impossibilitava sua aparição em outra estação durante o restante de 2021. Inicialmente cogitou-se que o programa seria gravado em um teatro, porém ficou estabelecido que um dos estúdios da rede em São Paulo receberia a produção, sendo realizadas adaptações e reformas para acomodá-la. O estúdio era utilizado até então para o reality culinário Masterchef, que foi transferido para os Estúdios e Pavilhões de São Bernardo do Campo. O horário de exibição traçado para a atração foi o de 20h30 a 22h30 de segunda a sexta-feira. Entre os componentes da equipe estavam Luciana Cardoso, esposa de Faustão, diretora de criação, e Leonor Corrêa, sua irmã, que assumiria parte da edição.
Em agosto foi anunciado que quadros e formatos popularizados pelo Domingão integrariam o novo programa de Faustão, e em setembro foi definido para a atração o nome Faustão na Band. No dia 30 do mesmo mês integrantes do balé que estariam presentes no programa realizaram uma performance em evento promovido pela emissora para apresentar os lançamentos de sua programação em 2022, em que foi mostrado seu cenário, o auditório João Jorge Saad, nome dado por Faustão como homenagem ao fundador da rede, localizado no maior estúdio da sede do canal, além de terem sido divulgados detalhes da produção. Pouco depois a estreia foi confirmada para 17 de janeiro. O balé também chegou a fazer a divulgação do programa em pontos estratégicos de São Paulo.
Após um período de testes de iluminação no estúdio, as gravações oficiais dos primeiros pilotos da atração ocorreram em 29 de dezembro com a presença de convidados no auditório. Faustão pediu a diretores da Band para não participar por não sentir-se confortável em apresentar-se a muitas pessoas antes do término de seu contrato com a antiga emissora. Anne Lottermann, contratada após sair da Globo como reforço no palco, comandou os programas experimentais e foi testada para eventuais ausências de Faustão.

### COVID-19 e protocolos de segurança
Em 19 de janeiro de 2022, a Band anunciou que Faustão testou positivo para COVID-19 após realizar um teste caseiro, provocando a suspensão das gravações das edições do programa em plena semana de estreia, mas sem afetar sua exibição uma vez que já existia material pronto até o dia 26 de janeiro. Inicialmente Anne Lottermann e João Guilherme Silva estavam cotados para assumir como apresentadores das edições pendentes, mas Anne testou positivo para a doença no mesmo dia, enquanto que João Guilherme iria fazer o teste posteriormente.
Em reportagem para a Folha de S. Paulo publicada em 20 de janeiro, a jornalista Mônica Bergamo informou que o cantor Martinho da Vila cancelou a sua participação na gravação de estreia do Faustão na Band duas horas antes do início. A decisão foi tomada pela equipe do artista em conjunto com a Sony, que apontou "diversas falhas no protocolo de segurança contra a COVID-19" e risco de contrair a doença no estúdio do programa, desmentindo uma informação de bastidor que ele próprio teria sido diagnosticado com COVID. As falhas no protocolo de segurança foram identificadas por uma pessoa da equipe de Martinho uma hora antes da passagem de som, que notou músicos da orquestra sem máscara de proteção, nenhum pedido de realização de teste de COVID ou apresentação de exame negativo (que seria obrigatório para entrar no estúdio do programa) e plateia que "aglomera muita gente para este momento da pandemia, com a explosão de casos de COVID-19". Em nota, a Band não respondeu as declarações da equipe de Martinho da Vila e reforçou a adoção dos protocolos de segurança que pratica com todos da equipe e convidados do programa. Antes da estreia, seis bailarinas testaram positivo para COVID.

## Histórico
A partir da meia-noite de 1 de janeiro de 2022, a Band exibiu o programa Viradão do Faustão sob o comando do próprio, agora oficialmente contratado da emissora, junto a Anne Lottermann e a seu filho João Guilherme Silva, para apresentar ao público o formato da atração com os quadros a serem exibidos em cada dia da semana. A pré-estreia foi gravada em 16 de dezembro do ano anterior.
Na estreia do programa, em 17 de janeiro, os cantores Zeca Pagodinho, Seu Jorge e Alexandre Pires realizaram performances para a plateia. Inicialmente o programa de estreia teria como convidados Zeca Pagodinho, Martinho da Vila, Alcione e Paulinho da Viola. Martinho da Vila optou por cancelar sua participação, enquanto Alcione e Paulinho da Viola testaram positivo para COVID-19 (ela, na véspera da gravação; ele, após ter tido contato com familiares que foram diagnosticados com a doença). A emissora optou por gravar as participações de Alexandre Pires e Seu Jorge, que estavam previstas para edições futuras, para juntar com a gravação com Zeca Pagodinho na edição de estreia. Primeiramente considerado "livre para todos os públicos", Faustão na Band foi reclassificado pelo Ministério da Justiça e Segurança Pública a "não recomendado para menores de dez anos" com a alegação de que havia presença de drogas lícitas e linguagem imprópria.
Em março, a plataforma digital de streaming HBO Max iniciou, através do Faustão na Band, a promoção do concurso Uma Nova Estrela para o Brasil para escolher e revelar uma entre doze atrizes novatas, de 18 a 22 anos, que protagonizará sua primeira telessérie brasileira, Segundas Intenções, com inscrições realizadas no website oficial do programa. O anúncio da seleção foi feito na edição do dia 7 do mês com a presença de Camila Pitanga, uma das integrantes do elenco, e de Silvio de Abreu, showrunner da produção, em videochamada. O concurso terminou em 6 de junho com um empate entre as atrizes Izabela Prado e Larissa Bocchino, escolhidas por um júri formado por Pitanga, Alexandre Borges, Fafá de Belém e Alice Wegmann, e pelo auditório.
Em 7 de abril, um curto-circuito provocado por uma soldagem no auditório João Jorge Saad, sem utilização para gravações do programa no dia, causou um princípio de incêndio em uma das cortinas que faziam parte do cenário. O estúdio, onde encontravam-se presentes no momento profissionais da equipe técnica, que realizavam testes de som e de iluminação, foi evacuado, e o fogo, controlado de imediato por brigadistas da Band, não havendo feridos.
Em 17 de julho, o programa estreou na Banda TV Internacional, emissora que cobre Angola e Moçambique via satélite, com o nome Faustão na Banda através de um contrato de venda de 96 edições fechado em março. No dia 25, como medidas de corte de custos causada pelos baixos índices de audiência, parte da equipe de produção do Faustão na Band foi demitida e seu tempo de duração foi reduzido para 90 minutos, passando a ser exibido de 20h30 a 22h. A mudança chegou a ser tratada como um teste para avaliar o desempenho do 1001 Perguntas, game show da Band que havia voltado a ser veiculado diariamente depois do programa de Faustão, porém, por seu desempenho aquém do esperado e pela estreia da telenovela Valor da Vida em substituição, foi oficializada em 31 de outubro.
No final de 2022, a direção da Band cogitou a exibição semanal do programa, atendendo a uma política de corte de gastos e um suposto pedido do apresentador. Os dias exibidos seriam sexta-feira e domingo. Porém, tanto a Band como o apresentador decidiram manter o programa em seu formato diário devido à satisfação com o faturamento, que correspondia a mais da metade das receitas da rede. Em 22 de dezembro, foi anunciada a demissão de todas as bailarinas do programa, que passam a trabalhar por freelancer. No ano seguinte, Faustão na Band passou por mudanças que visavam um melhor desempenho comercial, ocasionando a extinção de alguns quadros conhecidos de Faustão desde a sua fase na Globo. O programa passou a contar com a equipe de jornalismo da Band para a produção de matérias e especialistas para debater assuntos que obtinham repercussão.
Em 17 de maio de 2023, numa reunião com os diretores do programa, Faustão informou sua saída da Band, interrompendo o contrato que valia até 2026, e indicou que, após a última gravação apresentada por ele, no dia 31, João Guilherme Silva e Anne Lottermann assumissem o comando. No mesmo mês os diretores Cris Gomes, Beto Silva e Renato Moreira foram demitidos, e a revista Veja apurou que os executivos da rede os culparam "em parte pelo fracasso da atração em uma reunião com Johnny Saad, presidente da empresa". Além dos baixos índices de audiência e prejuízos financeiros deixados pela atração e da discordância da redução de seu salário, Faustão, em entrevista ao website Notícias da TV, afirmou que pararia de se apresentar por "um bom tempo" e que "programa diário é desgastante"; posteriormente declarou à repórter Evelyn Rodrigues, no UFC Vegas 77, que se aposentou da carreira de comunicador. Faustão na Band teve seus trabalhos concluídos em 7 de julho e foi substituído a partir de 21 de agosto pelo Melhor da Noite, programa de variedades apresentado por Glenda Kozlowski e Zeca Camargo e pelo Perrengue do Dia, uma edição diária do programa Perrengue na Band. Após um período de reprises e transmissão de alguns episódios gravados entre os meses de junho e agosto, a última edição foi ao ar em 18 de agosto, contando com a apresentação do próprio Faustão.

## Recepção

### Audiência
A pré-estreia do Faustão da Band obteve média de 1,2 ponto de audiência na Região Metropolitana de São Paulo segundo dados da Kantar IBOPE Media, sendo assistida por 246,9 mil pessoas e ficando na quarta colocação entre os canais da capital paulista, chegando a assumir o terceiro lugar por alguns minutos. A Band o reprisou no mesmo dia, às 20h30, anotando média de 3,1 pontos na Grande São Paulo. A estreia do programa registrou média de 8,3 pontos e pico de 9,9 na Grande São Paulo, sendo acompanhada por cerca de 1,707 milhão de pessoas, ultrapassando SBT e Record TV e posicionando a Band na vice-liderança, seguindo a TV Globo. Os índices foram considerados bem-sucedidos, uma vez que a emissora costumava marcar 1 ponto na faixa horária, antes ocupada pela telenovela Nazaré e pelo religioso Show da Fé. No segundo dia, registrou 6,1 pontos de média em São Paulo, uma queda de 25% da audiência, fazendo a Band retornar à quarta colocação. O programa fechou a primeira semana com média de 6,2 pontos e 9,5% de share (porcentagem de televisores ligados), sendo o mais assistido da Band no período.
Em suas quatro primeiras semanas no ar, Faustão na Band registrou média de 4,8 pontos e foi o quarto colocado na disputa pela audiência na Grande São Paulo. No Painel Nacional de Televisão (PNT), marcou no mesmo período 3,2 pontos de média, obtendo seus melhores índices em São Paulo, Porto Alegre e Campinas, onde passou de 4 pontos, e os piores em Brasília, Goiânia e Salvador, onde não chegou a ultrapassar 2 pontos de média. Posteriormente a audiência do programa ficou estabilizada em torno dos 3–4 pontos na capital paulista, chegando a bater recordes em poucas ocasiões, como em 8 de julho de 2022, quando esteve na terceira colocação ao empatar tecnicamente com a Record TV, com 3,7 pontos. Segundo dados da Kantar IBOPE Media, Faustão na Band foi responsável pelo crescimento da audiência nacional no horário nobre da Band em seu primeiro ano, bem como também fez a rede ser a única registrar aumento de seus índices nesta faixa, passando de 1,6 ponto em 2021 para 1,98 em 2022, um crescimento de 24% no PNT.
Antes de sua extinção, Faustão na Band marcou 2 pontos em 12 de maio de 2023, sua pior audiência na Grande São Paulo. Em 18 de agosto de 2023, o último episódio do programa registrou apenas 2,3 pontos de média, 3,8 de pico e 3,8% de share.

### Crítica
O colunista Tony Goes, para o website F5 em fevereiro de 2022, afirmou que Faustão na Band "não [tinha] fôlego para ser exibido de segunda a sexta" nem "trouxe nenhuma grande novidade". Após a confirmação da saída do apresentador, em maio de 2023, Goes disse em entrevista ao programa Splash Show, do portal UOL, que a atração "vinha mal desde a primeira semana" por ir ao ar "no horário mais competitivo da TV brasileira", em que eram veiculados jornais e novelas: "O público do Faustão é meio que o mesmo da novela. [Não dá para] você tentar disputar na foice esse público [...] com uma novidade, uma coisa que as pessoas não têm o hábito [de consumir]", concluindo que "o Brasil não tem um histórico de programas de variedades de segunda a sexta, ainda mais no horário nobre. Estava na cara que o negócio ia dar errado! Se tivessem feito uma vez por semana, sexta-feira à noite, talvez desse mais certo".